# جولي بود
جولي بود (بالإنجليزية: Julie Budd)‏ هي مغنية أمريكية، ولدت في 4 مايو 1954 في بروكلين في الولايات المتحدة.

## وصلات خارجية
- جولي بود على موقع IMDb (الإنجليزية)
- جولي بود على موقع روتن توميتوز (الإنجليزية)
- جولي بود على موقع ميوزك برينز (الإنجليزية)
- جولي بود على موقع قاعدة بيانات برودواي على الإنترنت (الإنجليزية)
- جولي بود على موقع أول ميوزيك (الإنجليزية)
- جولي بود على موقع ديسكوغز (الإنجليزية)
- جولي بود على موقع قاعدة بيانات الفيلم (الإنجليزية)